# $456,000를 걸고 실제 오징어 게임을 해보았습니다!
|  |  | 좋은 글 후보 검토 진행 중 (참여하기) |

《$456,000를 걸고 실제 오징어 게임을 해보았습니다!》(영어: $456,000 Squid Game in Real Life!)는 미국의 유튜버인 지미 도널드슨이 제작한 유튜브 동영상이다. 지미는 플랫폼에서 MrBeast(미스터비스트)라는 이름으로 활동하고 있다. 2021년 11월 24일에 공개된 이 영상은 2021년 넷플릭스에서 방영된 대한민국의 드라마인 《오징어 게임》에 등장하는 게임들을 바탕으로 한 경연 대회이다.
지미는 2021년 10월부터 이 영상 제작에 착수했다. 핀란드의 비디오 게임 개발사인 슈퍼셀이 자사의 모바일 게임 《브롤스타즈》를 홍보하기 위해 일부 자금을 지원했으며, 영상 제작에는 총 350만 달러가 소요되었다. 이 중 200만 달러는 세트 제작과 영상 제작에 사용되었고, 150만 달러는 참가자들에게 현금 상금으로 지급되었다. 지미는 영상을 위해 드라마에 나온 여러 세트를 재현했다. 드라마와 마찬가지로 456명의 참가자들이 일련의 게임에 참여하여 최후의 1인이 남을 때까지 경쟁했다.
2021년 11월 24일 영상이 공개된 후, 빠르게 1억 회 이상의 조회 수를 기록하며 미스터비스트의 가장 많이 본 영상(쇼츠 제외)이 되었다. 2025년 2월 기준으로 이 영상은 7억 5천만 회 이상의 조회 수를 기록하고 있다. 여러 매체에서는 지미가 세트를 정확하게 재현한 점을 높이 평가했다. 그러나 일부 비평가들은 이 영상이 창의성이 부족하고 《오징어 게임》의 반자본주의적 주제를 제대로 이해하지 못했다고 지적했다.

## 배경

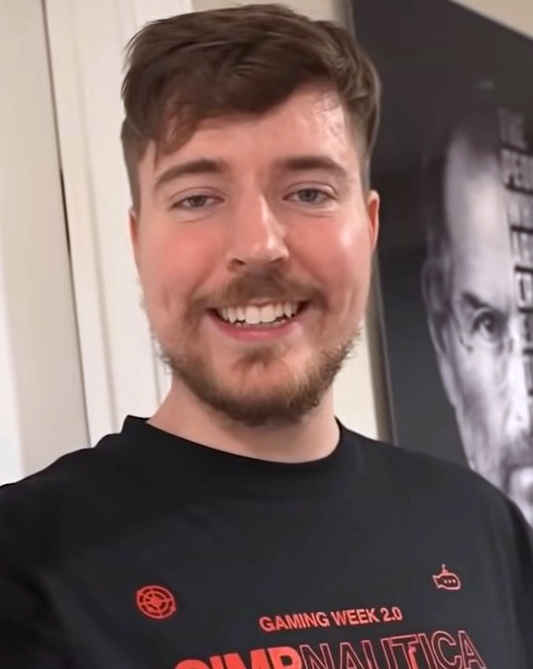
2021년의 지미 도널드슨

《오징어 게임》은 황동혁이 제작한 대한민국의 텔레비전 드라마 시리즈로, 2021년 넷플릭스에서 처음 공개되었다. 이 드라마는 빚에 시달리는 456명의 참가자들이 대규모 상금을 놓고 전통적인 어린이 놀이의 변형된 버전에서 목숨을 걸고 경쟁하는 가상의 게임 쇼를 중심으로 전개된다. 이 작품은 평단의 호평을 받았으며, 공개 첫 달 넷플릭스에서 가장 많이 시청된 프로그램이 되었다. 2021년 11월, 《더게이머》의 조시 콜슨은 《오징어 게임》을 "전세계적 현상"이라고 표현했다.
지미 도널드슨은 2012년 미스터비스트라는 유튜브 채널을 만들었다. 이 채널은 2017년부터 지미의 기행과 도전을 통해 인기를 얻기 시작했는데, 콘텐츠는 주로 자선적이고 야심차며 비용이 많이 드는 경향이 있었다. 미스터비스트는 가장 많은 구독자를 보유한 유튜브 채널 중 하나가 되었으며, 《$456,000를 걸고 실제 오징어 게임을 해보았습니다!》가 공개될 당시 7,590만 명의 구독자를 보유하고 있었다.

## 제작
2021년 10월 11일, 지미는 틱톡에 영상을 게시하며 해당 영상이 1,000만 개의 좋아요를 받으면 《오징어 게임》을 재현하겠다고 밝혔고, 기준치를 달성하였다. 영상 제작은 10월 중순에 시작되었다. 지미가 고용한 유튜버 윌리엄 오스만은 참가자가 탈락할 때 가짜 피를 터뜨리는 혈흔 장치를 만드는 엔지니어링 팀을 이끌게 되었다. 오스만에게는 3주 안에 500개의 장치를 만들어 내야 하는 임무가 주어졌다.
《$456,000를 걸고 실제 오징어 게임을 해보았습니다!》의 제작 비용은 350만 달러였다. 이 영상은 슈퍼셀이 자사의 모바일 게임 《브롤스타즈》를 홍보하기 위해 후원하고 일부 자금을 지원했다. 예산 중 200만 달러는 세트와 제작에 사용되었고, 나머지 150만 달러는 현금 상금으로 쓰였다. 《로스앤젤레스 타임스》의 매트 피어스는 이 영상의 제작 비용이 화면 시간 1분당 134,600 달러였던 반면, 《오징어 게임》 자체는 1분당 약 43,500달러였다고 지적했다. 지미는 드라마에 나온 여러 세트를 재현했는데, 여기에는 참가자들의 침실, 줄다리기 플랫폼, 실내 놀이터 등이 포함되었다. 후반 작업의 일부는 시각 효과 회사인 소크리스피미디어(SoKrispyMedia)가 완성했다.

## 영상

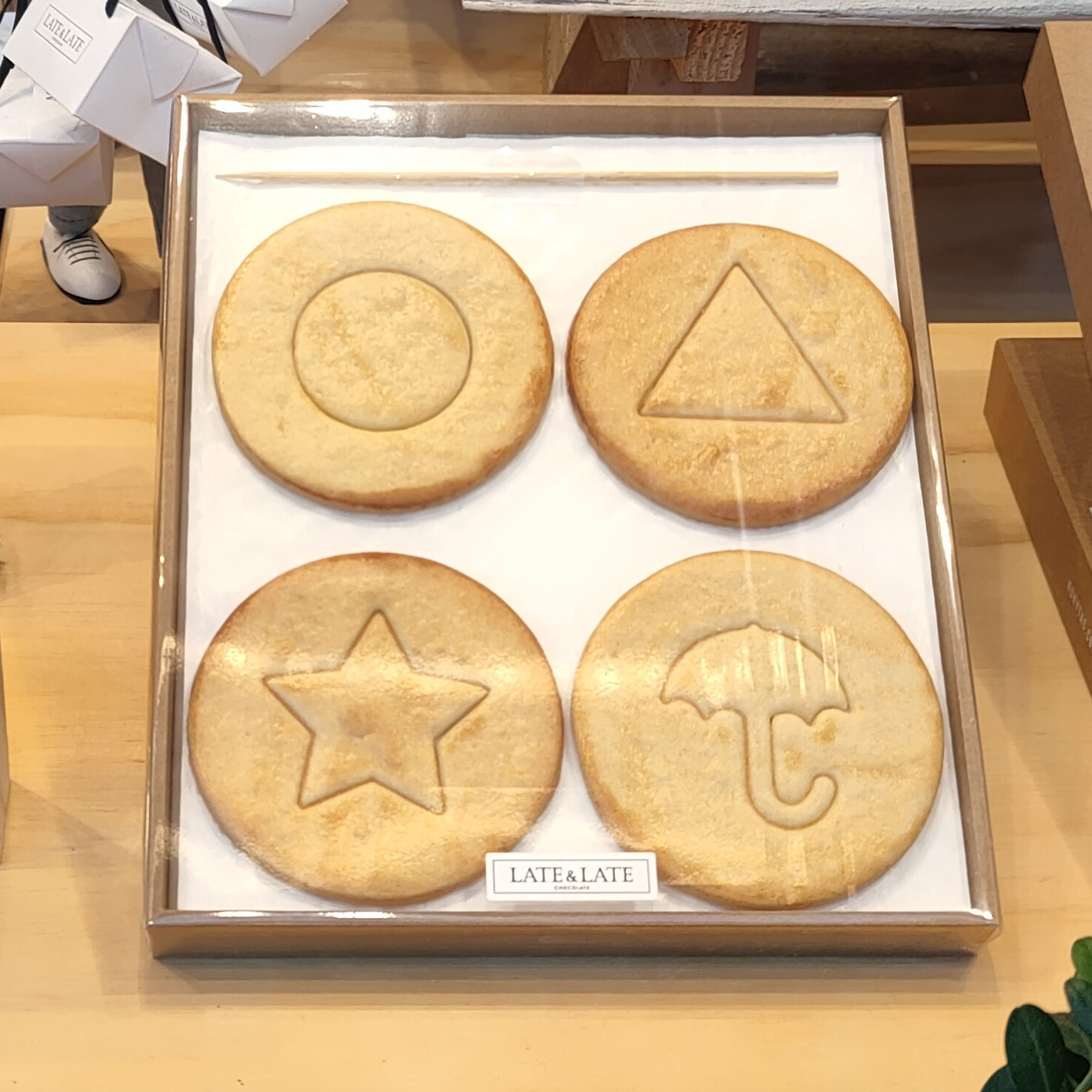
달고나는 이 영상과 원작에서 게임 라운드로 사용되었다.

《PC 게이머》에 따르면, 《$456,000를 걸고 실제 오징어 게임을 해보았습니다!》는 《오징어 게임》을 바탕으로 한 재현이며 패러디를 의도한 것은 아니다. 지미는 456명의 참가자를 모집했고, 우승자에게는 456,000달러의 상금이 주어졌다. 사망 대신 탈락한 참가자들에게는 위로금으로 최소 2,000 달러가 지급되었다. 드라마와 마찬가지로 참가자들은 일련의 게임에 참여했으며, 각 게임마다 참가자 수가 줄어들었다. 게임은 순서대로 무궁화 꽃이 피었습니다, 달고나 게임, 구슬 게임, 줄다리기, 딱지치기, 유리 다리 건너기, 그리고 의자 뺏기였다. 드라마와 다른 점도 있었다. 지미의 게임에는 딱지치기가 한 라운드로 포함되었는데, 이는 드라마에 등장했지만 게임 라운드로는 사용되지 않았던 요소였다. 또한, 최종 라운드는 드라마의 제목이기도 한 오징어 놀이 대신 의자 뺏기였다. 대상의 주인공은 079번 참가자였다.

## 반응
이 영상은 2021년 11월 24일 미스터비스트 유튜브 채널에 공개되었다. 영상은 3일 만에 1억 조회 수를 달성했으며 빠르게 지미의 최고 인기 영상 중 하나가 되었다. 《브롤스타즈》는 영상 공개 후 6일 내에 다운로드가 41%, 수익이 54% 증가했다. 2021년 고섬 어워드에서 인터뷰한 《오징어 게임》의 창작자 황동혁은 이 영상에 대해 "좋았으며, 드라마 홍보에도 도움이 되었다. 더 많은 사람들이 이런 시도를 했으면 좋겠다"라고 답했다. CNET의 제니퍼 비셋은 이 재현이 무섭도록 실제 같아 보인다고 표현했으며, 《폴리곤》과 《바이스 뉴스》의 기자들은 이를 완벽하다고 묘사했다. 리얼리티 TV 편집자인 캐서린 그리핀은 이 영상의 스타일과 길이가 리얼리티 텔레비전과 유사하다고 평했지만, 편집자들에 대한 크레딧이 없는 점을 지적했다. 《스크린 란트》의 찰스 캐머런은 영상의 충실한 재현을 칭찬하며 감탄할 만한 오마주라고 평했지만, 제품 배치가 몰입을 해친다고 비판했다.
《$456,000를 걸고 실제 오징어 게임을 해보았습니다!》의 조회 수가 넷플릭스의 《오징어 게임》 자체를 넘어서자, 유튜브의 전 크리에이터 제품 마케팅 책임자인 존 유샤이는 이를 칭찬하는 트윗을 올렸다. 그는 이 영상이 더 높은 조회 수, 더 짧은 제작 기간, "더 적은 관문"으로 《오징어 게임》을 뛰어넘은 것이 "크리에이터 경제의 가능성"을 보여준다고 썼다. 이 트윗은 TV 시리즈와 유튜브 영상의 제작 과정에서의 차이를 무시하고, 지미가 《오징어 게임》 제작자들에게 진 빚을 간과한 듯한 메시지 때문에 여러 매체와 인터넷 사용자들의 비판을 받았다. 결국 유샤이는 자신의 트윗을 삭제했다. 유샤이의 말에 대응하여 크리에이터 경제의 개념을 비판한 《테크크런치》의 아만다 실버링은 고예산 영상을 만드는 크리에이터들이 시청자들이 "그들의 제작 가치와 참신함에 무감각해지지" 않도록 지속적으로 예산을 늘려야 한다고 지적했다. 지미가 자신의 영상에서 "아주 적은 이익"만을 남긴다고 밝힌 것을 고려할 때, 실버링은 이러한 지출 증가가 지속 불가능하다고 주장하며 이 영상의 성공은 지미보다는 유튜브나 넷플릭스에 더 좋은 소식일 수 있다고 썼다. 《바이스 뉴스》의 기타 잭슨과 《폴리곤》의 후세인 케스바니는 이 영상이 유튜브의 "근본적인" 문제를 보여준다고 보았다. 즉, 다른 이의 작품으로부터 이익을 얻는 파생적이고 독창성 없는 콘텐츠(예: 리액션 비디오)의 문제를 지적했다. 케스바니는 이 영상을 "이 크리에이터 경제의 논리적 결론"이라고 묘사했다.
지미는 《오징어 게임》의 반자본주의적 주제를 이해하지 못한 것으로 보인다는 이유로 일부 언론인들과 온라인 대중들로부터 비판을 받았다. 잭슨은 이 영상을 "변태적"이라고 칭하며 "순전히 자신의 즐거움을 위해 절박한 사람들이 돈을 놓고 경쟁하는 것을 지켜보고자 하는 악당의 궁극적 욕망을 재현한 것"이라고 말했다. 실버링은 참가자들이 패배에 따른 처벌의 위험이 없었기 때문에 이 영상은 드라마의 "정서적 울림과 긴장감"이 부족했다고 평했다. 《PC 게이머》의 타일러 와일드는 이 영상의 큰 예산에 대한 비판과 관련하여 유튜브 영상과 현금 상금에 350만 달러를 쓰는 것은 나쁘고, 넷플릭스 드라마에 2,140만 달러를 쓰는 것은 좋다고 선언하기 어렵다고 말하며, 이 영상을 "실제로 누군가를 죽이지 않고 만들 수 있는 가장 정확한 재현"이라고 평했다.
《로스앤젤레스 타임스》의 매트 피어스는 드라마와 영상 사이의 스타일 차이를 설명했다. 예를 들어, 《오징어 게임》의 "고상한 사회 비평"이 "미스터비스트와 같이 낙관적이고 대담한 자선"으로 대체된 점을 언급했다. 피어스는 미국 리얼리티 텔레비전 스타일의 빠른 컷, 음악 변화, 음향 효과와 그래픽을 광범위하게 사용한 "서사적 효율성"을 지적했다. 지미의 다른 영상들과 마찬가지로, 이 영상도 클릭베이트 마케팅과 "터무니없이 황당한" 전제를 사용하여 시청자들의 관심을 끌고 있다. 《테크크런치》의 아만다 실버링에 따르면, 이는 지미가 "개척하고 완성한" 스타일이라고 한다.

## 같이 보기
- 《오징어 게임: 더 챌린지》 - 2023년 리얼리티 텔레비전 시리즈